# Rebound (Medizin)
Der Begriff Rebound oder Absetzeffekt (von engl. rebound ‚Rückprall‘) bezeichnet in der Medizin das verstärkte Wiederauftreten von Symptomen einer medikamentös behandelten Erkrankung nach Absetzen der Arzneimittel.

## Eigenschaften
Diese Effekte oder Phänomene beruhen unter anderem darauf, dass es während der Behandlung mit einem Antagonisten zu einer Zunahme der Rezeptorenanzahl kommt, auf die der zuvor eingenommene Arzneistoff wirkte. Folge dieser Zunahme ist eine erhöhte Empfindlichkeit auf die körpereigenen Botenstoffe. Beispiele sind eine Tachykardie nach Absetzen von Beta-Blockern, eine vermehrte Bildung von Magensäure nach Absetzen von Protonenpumpenhemmern, eine Rhinitis medicamentosa nach Absetzen von bestimmten Nasensprays oder Angststörungen nach Absetzen von Benzodiazepinen. Ein Rebound kommt unter anderem beim Verabreichen von Gegenmitteln vor, die eine kürzere Plasmahalbwertszeit als das Gift haben (z. B. Naloxon).
Um Rebound-Effekte am Ende einer Therapie zu minimineren, werden Medikamente mit Rebound ausgeschlichen: ihre Dosis wird geplant schrittweise bis auf null reduziert.